# Этномир
«Этноми́р» — этнографический парк-музей близ деревни Петрово Боровского района Калужской области у границы с Московской областью, в котором представлены архитектура, культура, национальная кухня, традиции и быт разных народов мира. Создан Русланом Байрамовым в 2007 году в рамках благотворительного фонда «Диалог культур — единый мир», осуществляется под эгидой ЮНЕСКО.

## История создания
Проект «ЭТНОМИР» (этнографический парк культур мира) создан Русланом Байрамовым (род. 7 августа 1969, село Новая Ивановка Гедабекского района Азербайджанской ССР) в рамках Международного благотворительного фонда «Диалог культур — единый мир».
«Этномир» расположен на территории площадью 140 гектаров.

## Структура музея
В ЭТНОМИРе открыты: музей СССР, музей кочевых народов, музей Украины, музей Беларуси, музей кукол народов мира, музей самоваров, музей утюгов, экспозиция «Великие учителя человечества», экспозиция «Мировые архитектурные шедевры».
В ЭТНОМИРе проводится десятки тематических экскурсий и мастер-классов. Для школьников и студентов разработаны специальные туры с образовательными программами, например: «Моя Россия», «Путешествие по Европе», «Традиции и быт кочевников», «Сибирь далёкая и близкая», «Чудеса Индии», «Экология. Среда обитания» и др. На 2018 год реализовано 56 смен детских и молодёжных лагерей. На территории ЭТНОМИРа было проведено около 100 конференций международного масштаба в области образования, культуры, экологии, сельского хозяйства.

### Этнодворы
Этнодвор — это аутентично воссозданный островок культуры, на территории которого находятся дома, мастерские, этноотели, сувенирные лавки и другие постройки, передающие колорит традиционной жизни. Фактически этнодворы являются крупными действующими музеями народов мира.
На территории парка предполагается построить этнодворы всех стран. На сегодняшний день в мире существует 193 независимых государства, которые входят в состав ООН, также 10 государств, статус которых не определен, и 54, определенных как «иные» территории. Все они будут представлены в ЭТНОМИРе.
На территории парка действуют следующие этнодворы:
- Этнодвор «Подворье»[3]: образовательный центр и гостиничный комплекс «Подворье», выполненный в традициях русского деревянного зодчества, а также детская площадка. Рядом располагается музей Русской Печи.
- Этнодвор «Украина и Беларусь»: традиционная жизнь, обряды, праздники, уклад народов Белоруссии и Украины. Концепция создания этнодвора подчёркивает не только многообразие народной жизни, но и единство духовных и народных традиций славянских народов.
- Этнодвор «Север, Сибирь и Дальний Восток» занимает территорию в 2 га. Показ многообразия сибирских народов, особенностей их культур, мировоззрения, традиций быта и традиций взаимоотношения человека с природой. Здесь расположены гостиница, музей, чайная юрта, кафе, хан-юрта, поляна для игр, вольер ездовых собак хаски и костровое место.
- Этнодвор «Музей русской печи»: экспозиция образована зданием самой большой в мире русской печи и девятью избами разных регионов европейской части России.

Архитектурный ансамбль этнодвора воссоздает структуру древнеславянских поселений, в которых жилые строения окружали центральную площадь. В центре этого этнодвора стоит самая большая в мире русская печь, которая представляет собой в 4 раза увеличенную модель русской печи.
- Этнодвор «Страны Южной Азии»: культуры Индии, Непала и Шри-Ланки. Здесь располагаются: спа-отель «Шри-Ланка», этноотели «Индия» и «Непал». Дом «Шри-Ланка» построен в традиционном ланкийском стиле, типичном для зданий в городе Канди. Украшение дома — скульптурная композиция льва, прототипом которой является «Львиная гора» в Сигирии. Культурный центр Индии, расположенный на территории этнодвора, построен в индо-сарацинском стиле и содержит зрительный зал на 50 мест, выставочный зал, музей и помещения для проведения ремесленных мастер-классов. Проект дома «Непал» выполнен непальскими архитекторами. Внешним декором здания являются скульптурные изображения, молитвенные барабаны или Мани барабаны и колокол мира.

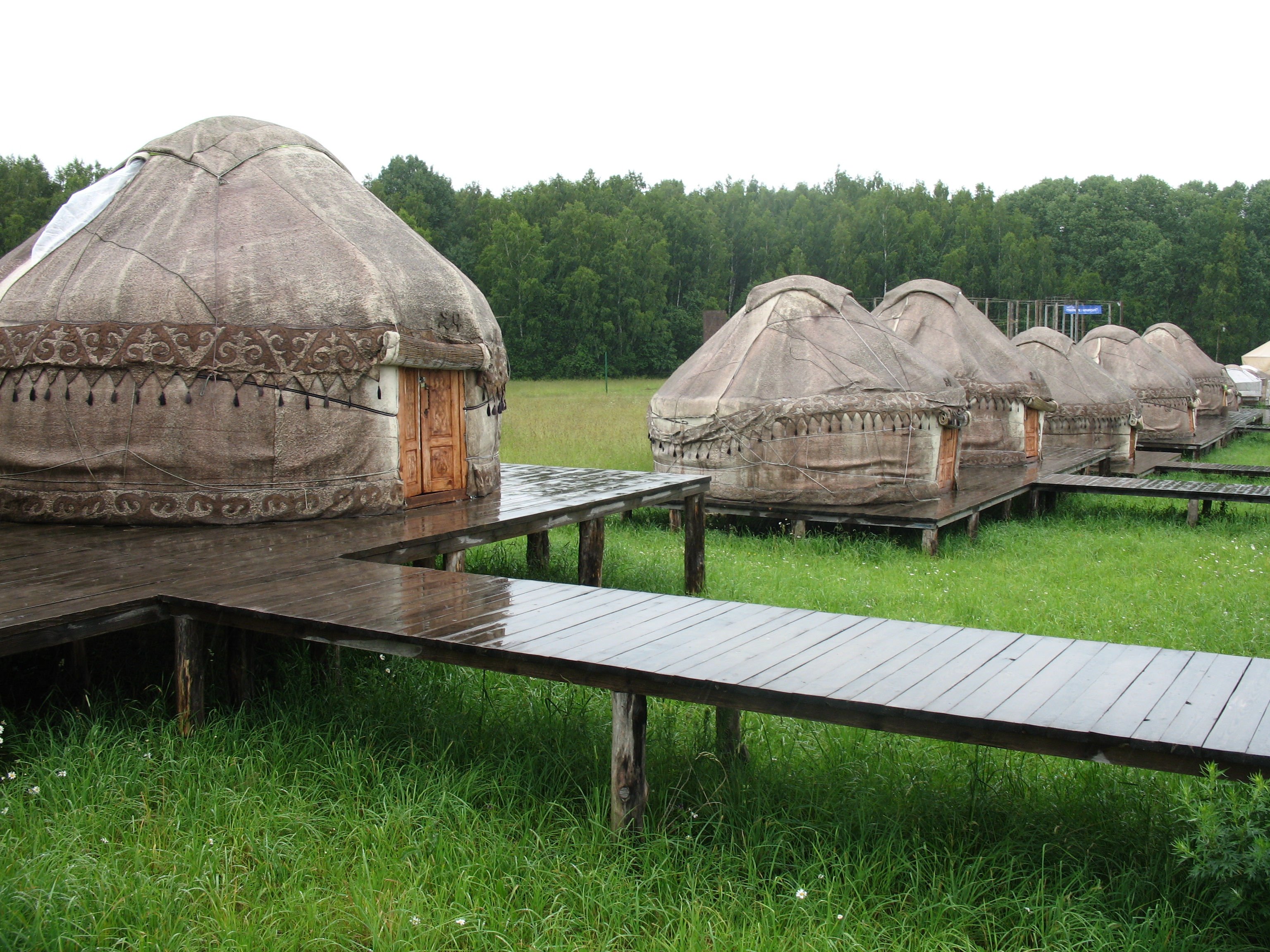
Юрты
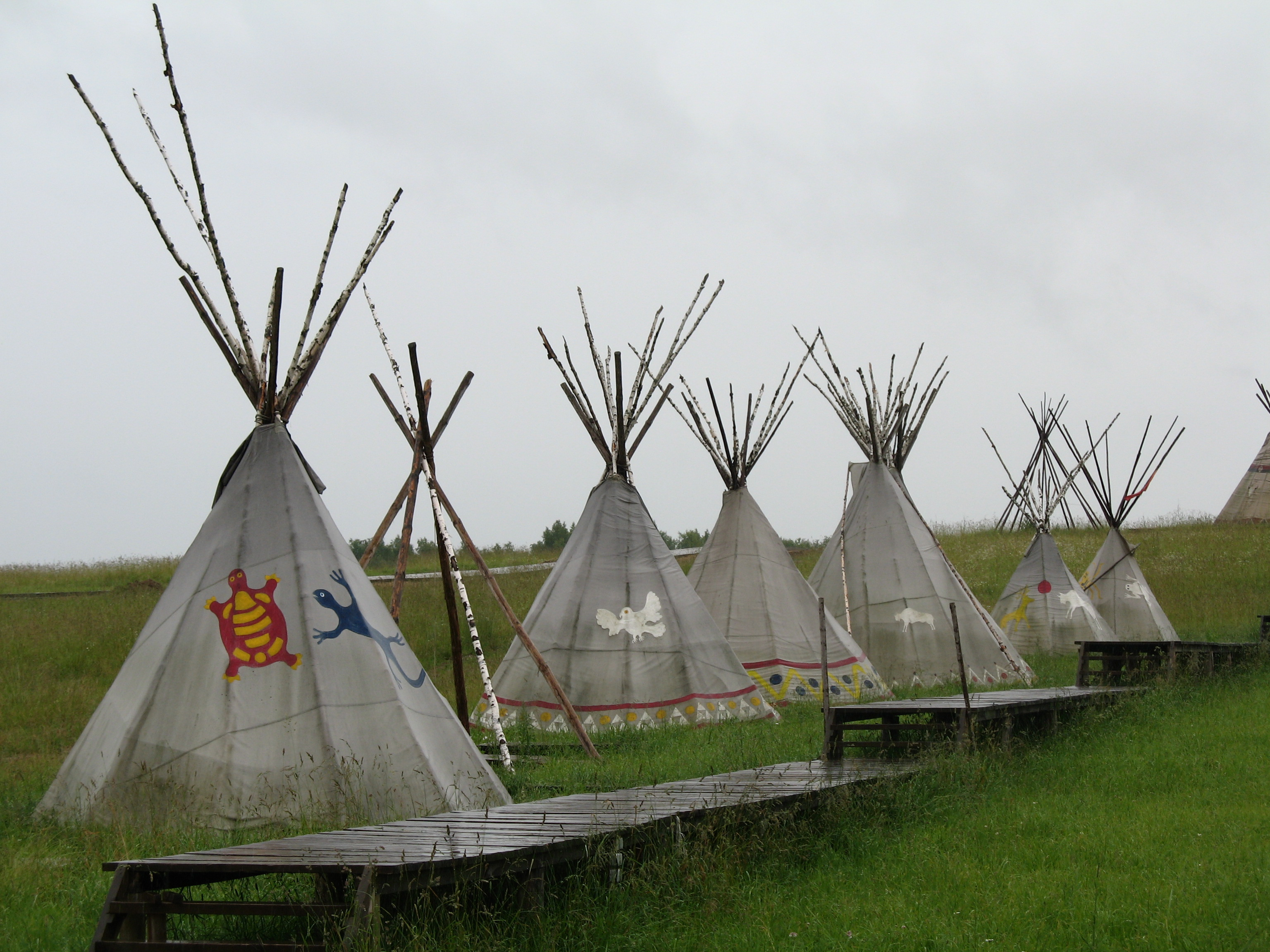
Вигвамы
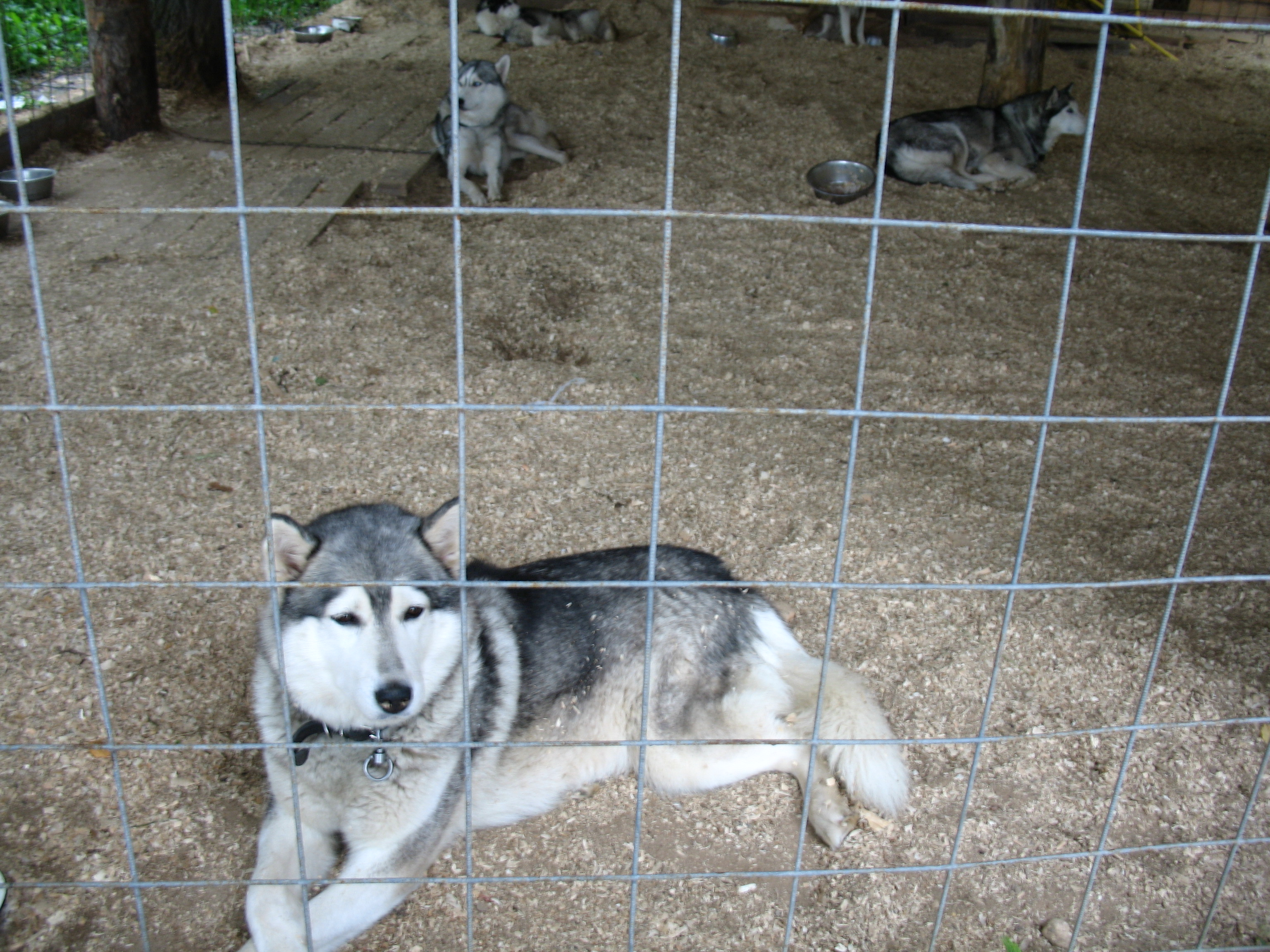
Вольер собак породы «сибирский хаски»
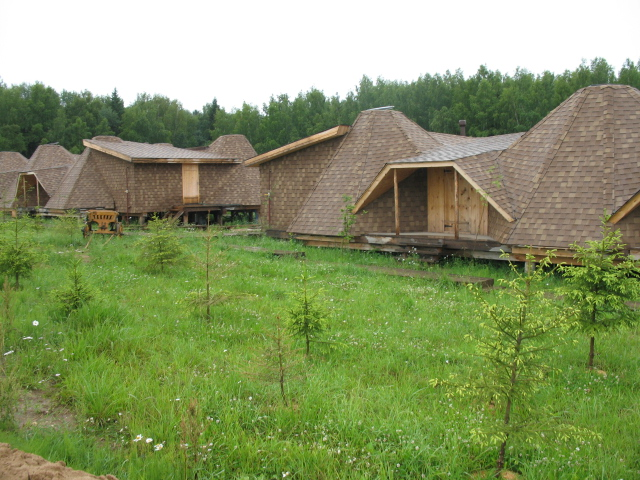
Этноотель «Сибирия»
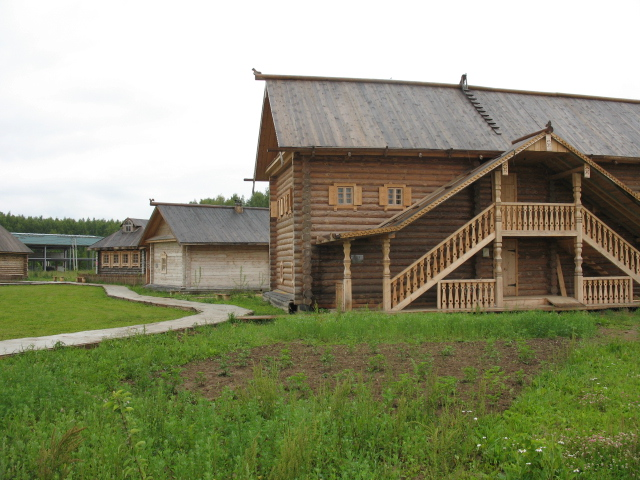
Одно из зданий русского этнодвора
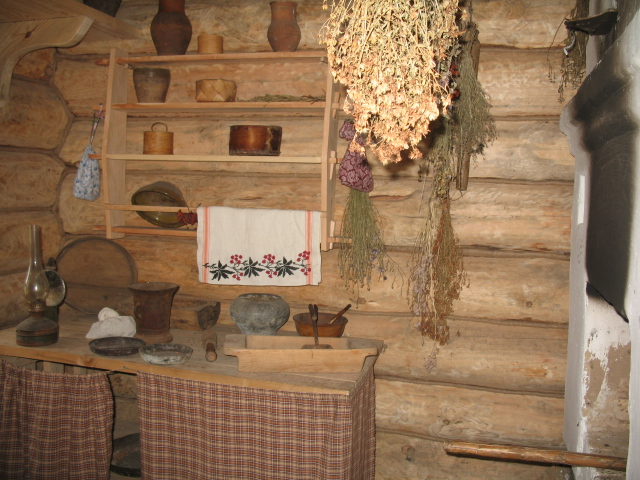
Внутреннее убранство русского этнодвора

## Памятники
ЭТНОМИР создаёт памятники, скульптурные композиции, бюсты выдающимся людям и устанавливает их в самом ЭТНОМИРе и по всему миру.
- «Игорь Стравинский» — 28 октября 2014 года на набережной города Монтрё в Швейцарии открыт памятник русскому композитору Игорю Фёдоровичу Стравинскому (1882—1971). Игорь Стравинский в начале прошлого века жил в Швейцарии и именно здесь он вместе со своим швейцарским другом и писателем Шарлем Фердинандом Рамю создал «Историю солдата» — произведение по мотивам русских народных сказок. Автор идеи и организатор события — президент фонда «Диалог культур — единый мир» и создатель ЭТНОМИРа Руслан Байрамов. Скульпторы — Николай Кузнецов и Наталья Муромская.
- «Юрий Гагарин» — памятник установлен в центре ЭТНОМИРа 16 апреля 2011 года. Копии памятника установлены в Хьюстоне в центре подготовки астронавтов США и в Монпелье на мосту, названному в честь Ю.Гагарина. Бюст Юрия Гагарина установлен в Пекине 12 апреля 2014 года, в Калуге в апреле 2011 года.
- 17 сентября 2007 года скульптурная композиция основоположника космонавтики К. Э. Циолковского передана в дар городу Боровск (Калужская область) в ознаменование 150-летия со дня рождения. Вторая такая же скульптурная композиция установлена в городе Брисбен, Австралия в рамках Русско-Австралийского делового форума. «Связь времён — Константин Циолковский и Сергей Королёв» — памятник установлен при входе в ЭТНОМИР 25 ноября 2011 года.
- «Арина Родионовна» — скульптурная композиция, посвященная няне Александра Пушкина, установлена на территории этнодвора «Музей русской печи» 21 декабря 2008 года.
- «Юный Михаил Ломоносов» — памятник установлен на территории этнодвора «Музей русской печи» рядом с архангельской избой 19 ноября 2011 года. «Читающий Михайло Ломоносов» — памятник установлен на Улице Мира 19 ноября 2011 года. Копии памятников Михаилу Ломоносову переданы в дар Ломоносовской школе в Москве и городу Марбург, в котором учился Михаил Ломоносов. Открытие памятника Ломоносову в Марбурге состоялось 26 октября 2012 года.
- «Маленький принц» — скульптурная композиция, навеянная одноимённым произведением писателя Антуана де-Сент Экзюпери, установлена на территории этнодвора «Музей русской печи».
- «Мать Тереза» — памятник установлен на территории этнодвора «Страны Южной Азии» 21 августа 2010 года. 17 февраля 2012 года Фонд «Диалог культур» установил памятник Матери Терезе около городской библиотеки в городе Калькутта, Индия.
- «Эдмунд Хиллари и Тенцинг Норгей — покорители Эвереста» — памятник установлен на территории этнодвора «Страны Южной Азии» 24 июля 2011 года. 11 октября 2009 года Фонд «Диалог культур» установил аналогичный памятник в центре столицы Непала Катманду на территории Министерства туризма Непала.
- «Лев Гумилёв» — памятник установлен на территории этнодвора «Сибирь и Дальний Восток» 6 октября 2012 года. Бюсты учёного установлены в Евразийском национальном университете им. Л. Гумилева в Казахстане, Монголии, Кыргызстане, Санкт-Петербурге на территории музея-квартиры Л. Гумилева, в Москве в МГУ.
- «Ходжа Насреддин со своим верным другом» — памятник установлен на территории этнодвора «Страны Центральной Азии» в 2006 году. Копия установлена в Москве на площади Академика Петрова 1 апреля 2006 года.
- «Барон Мюнхгаузен, вытаскивающий себя из болота» — памятник установлен в августе 2004 года в Москве рядом с торговым комплексом «Трамплин». Копия памятника установлена в Германии в городе Боденвердер перед фамильным замком Барона Мюнхгаузена.
- «Конфуций» — памятник установлен на территории этнодвора «Китай» 22 октября 2010 года. 28 сентября 2009 года памятник «Конфуций» установлен на территории Государственного Университета Океании в городе Циндао (Китай).
- «Лао-цзы» — памятник установлен на территории этнодвора «Китай» 22 октября 2010 года.
- «Николай Фёдоров» — памятник установлен в городе Боровск 23 октября 2009 года.
- «Свами Вивекананда» — памятник установлен на Улице Мира рядом с домом Индии в 2010 году.
- «Четыре мудреца — Серафим Саровский, Лао Цзы, Джалаладдин Руми и Шри Ауробиндо» — скульптурная композиция установлена на территории ЭТНОМИРа 21 декабря 2012 года.
- «Четыре мудреца Западного полушария» — собирательные образы коренного представителя Мезоамерики, коренного представителя Северной Америки, коренного представителя Африки и европейского мудреца — скульптурная композиция установлена на территории ЭТНОМИРа 21 декабря 2013 года.
- «Борис Лисаневич» — бюст установлен в октябре 2009 года в городе Катманду (Непал) и на территории ЭТНОМИРа.
- «Пётр Прокопович» — памятник пчеловоду П. И. Прокоповичу установлен на территории ЭТНОМИРа 17 августа 2013 года.
- В 2007 году рядом с посольством Великобритании в городе Москве установлен памятник, посвящённый всенародно любимым героям английского детектива Шерлоку Холмсу и доктору Ватсону.

## Значимые события в «ЭТНОМИРе»
- 12 июля 2022 года в «ЭТНОМИРе» был открыт культурный центр Мьянмы[4].
- 21 января 2015 года: Посольства Боливии, Никарагуа, Кубы и Венесуэлы — в ЭТНОМИРе. (недоступная ссылка)
- 12 сентября 2014 года в ЭТНОМИРе состоялась закладка первого камня в основание этнодвора Германии. Здесь на территории 1,5 гектара будет построено 13 строений общей площадью 6000 квадратных метров.
- 2 — 6 ноября 2013 года в «ЭТНОМИРе» проходил первый Всероссийский молодёжный слет представителей региональных отделений РУССКОГО ГЕОГРАФИЧЕСКОГО ОБЩЕСТВА Архивная копия от 2 марта 2014 на Wayback Machine.
- 21 декабря 2012 года в «ЭТНОМИРе» открыта скульптурная композиция «Четыре мудреца». Композиция олицетворяет единство путей познания мира во всем его разнообразии. Фигуры четырёх выдающихся мыслителей и духовных учителей венчают монументальное сооружение. Представители разных культурных традиций — Лао Цзы (Китай) на Востоке, Серафим Саровский (Россия) на Севере, Джалаледдин Руми (Персия) на Западе и Шри Ауробиндо (Индия) на Юге, — погруженные в созерцание, ведут между собой безмолвный диалог. Ступени, ведущие наверх, к мудрецам, символизируют разные пути, ведущие к достижению общей цели: единству и гармонии.
- В 2012 году в «ЭТНОМИРе» открылся «ЭтноЛагерь». Первая его смена началась с 5 июня, и продолжалась до 18 июня.
- 19 ноября 2011 года в «ЭТНОМИРе» установлен памятник М. В. Ломоносову; открытие памятника было приурочено к 300-летию Ломоносова.
- 22 октября 2011 года на территории этнодвора «Китай» в «ЭТНОМИРе» открыты памятники Конфуцию и Лао цзы.
- В 2009 и 2010 годах в «ЭТНОМИРе» прошёл фестиваль современной музыки МАМАКАБО.
- 20 декабря 2008 года в «ЭТНОМИРе» установлена скульптурная композиция «Арина Родионовна», посвященная Яковлевой Арине Родионовне — няне А. С. Пушкина.